# Екатериновка (Саратовска област)
Екатериновка (на руски: Екатериновка) е селище от градски тип в Русия, административен център на Екатериновски район, Саратовска област. Населението му към 1 януари 2018 година е 5892 души.